# Caja Huancayo
Caja Huancayo es una caja de ahorros peruana con sede en la ciudad de Huancayo. Inició sus operaciones el 8 de agosto de 1988. Proporciona créditos a las micro y pequeñas empresas.

## Historia
Mediante el Decreto Supremo N° 191-86-EF, del 4 de junio de 1986 y la Resolución SBS N° 599-88, del 25 de julio de 1988, se autorizó el funcionamiento de la Caja Municipal de Ahorro y Crédito de Huancayo, quien inició sus operaciones el 8 de agosto de ese mismo año.
En el 2024, luego de que la Superintendencia de Banca, Seguros y AFP interviniera la Caja Sullana debido a problemas financieros de la entidad, la SBS organizó un concurso público en el que la Caja Huancayo y la Caja Piura compitieron para absorber a Caja Sullana. Finalmente, Caja Piura terminó ganando dicho concurso y transfirió la clientela de la extinta Caja Sullana a su cartera de la entidad piurana, así como también asumió los activos de la extinta caja.

## Sucursales regionales
Caja Huancayo cuenta con sucursales y agencias en los siguientes departamentos del Perú:
- Arequipa
- Ayacucho
- Amazonas
- Apurímac
- Lima
- Lambayeque
- Cajamarca
- Pasco
- La Libertad
- Áncash
- Junín
- Huancavelica
- Huánuco
- Ica
- Loreto
- Cusco
- Madre de Dios
- Callao
- Moquegua